# Nova Pilbeam
Nova Margery Pilbeam (Londen, 15 november 1919 – aldaar, 17 juli 2015) was een Brits actrice.
Haar ouders waren Arnold Pilbeam (acteur) en Margery Stopher Pilbeam (theatermanager). Haar eerste rol kreeg ze al op 14-jarige leeftijd in 1934 in "Little Friend" van regisseur Berthold Viertel. In datzelfde jaar speelde ze Betty Lawrence in The Man Who Knew Too Much met als regisseur Alfred Hitchcock en als tegenspeler o.a. Peter Lorre. Twee jaar later speelde ze in de hoofdrol van "Tudor Rose" met als regisseur Robert Stevenson. Zij speelde daar Jane Grey. In 1937 weer een hoofdrol in Young and Innocent met opnieuw Hitchcock als regisseur. Vervolgens speelde ze in de tv-film Prison Without Bars en minder bekend geworden speelfilms. In 1948 was The Three Weird Sisters, een van haar laatste films. Daarna maakte ze nog een tournee met de theatervoorstelling The Philadelphia Story in 1951. Haar (tweede) huwelijk en geboorte van haar dochter deed haar besluiten om te stoppen als actrice.
Ze verdween daarna van de radar en gaf pas in 1990 een interview.
Ze was getrouwd met Pen Tennyson van 1939 tot 1941 (toen kwam hij om bij een vliegtuigongeval) en met journalist Alexander Whyte (1950 tot aan zijn dood in 1972). Ze bleef altijd in Noord Londen (Dartmouth Park) wonen en stierf daar ook op 95-jarige leeftijd.

## Filmografie
- Little Friend (1934)
- The Man Who Knew Too Much (1934)
- Tudor Rose (1936)
- Young and Innocent (1937)
- Cheer Boys Cheer (1939)
- Pastor Hall (1940)
- Spring Meeting (1941)
- Banana Ridge (1942)
- The Next of Kin (1942)
- Yellow Canary (1943)
- This Man is Mine (1946)
- Green Fingers (1947)
- Counterblast (1948)
- The Three Weird Sisters (1948)

- Biblioteca Nacional de España: XX1259826
- Bibliothèque nationale de France: cb14039007x (data)
- Gemeinsame Normdatei: 116185546
- International Standard Name Identifier: 0000 0001 2072 694X
- Library of Congress Control Number: n86138531
- Nationale Bibliotheek van Israël: 987007342240905171
- Nederlandse Thesaurus van Auteursnamen: 071868089
- SNAC: w66j8g6q
- Système universitaire de documentation: 060254807
- Virtual International Authority File: 37117048
- WorldCat: E39PBJckTgpRtQbqtTKbtQjXBP